# 얀얀

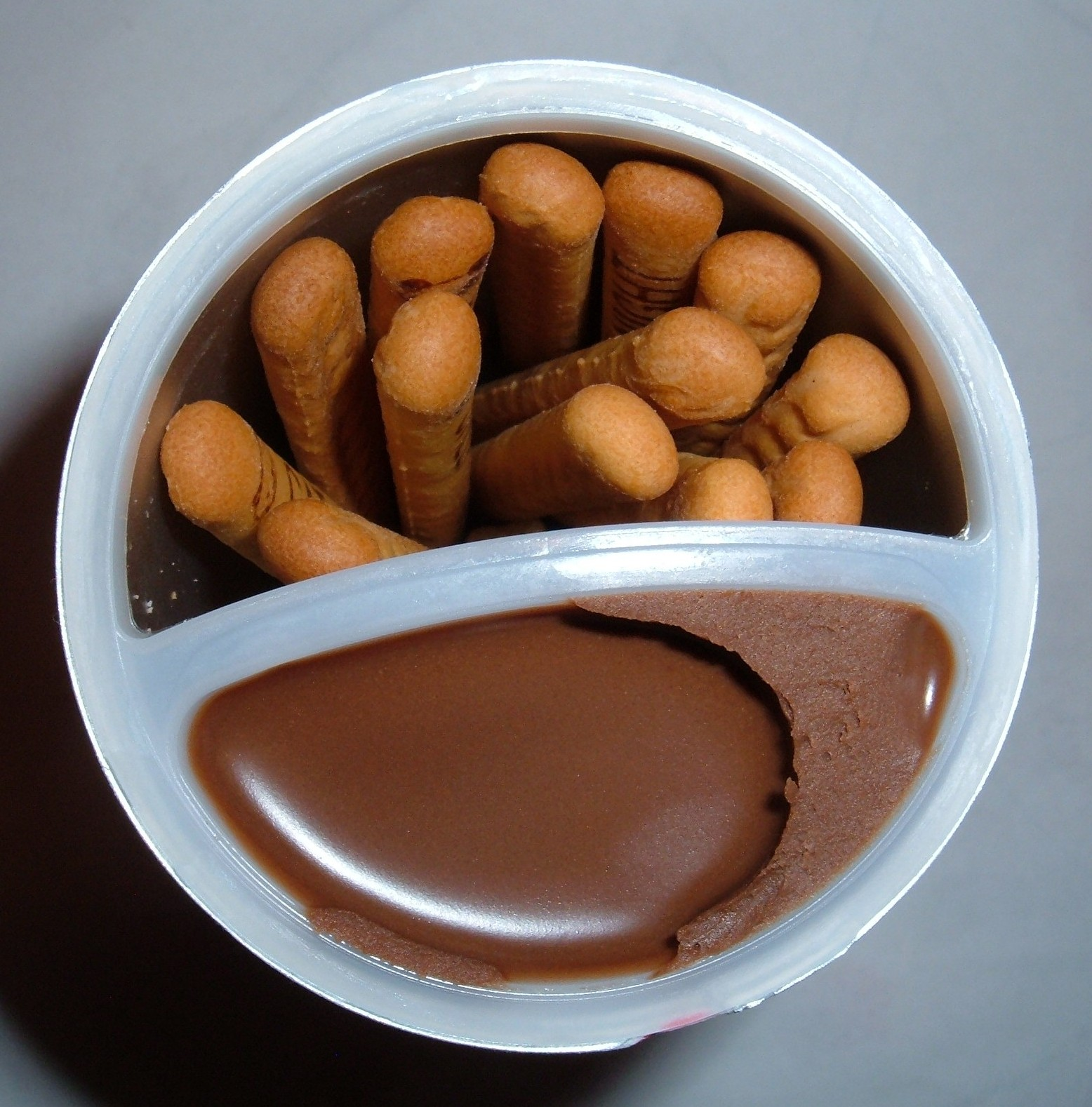
얀얀

얀얀(Yan Yan)은 일본의 브랜드인 메이지 제과에서 1979년부터 생산하는 과자이다. 전체적인 외관은 컵 형태의 용기이며, 용기 안에는 막대 모양의 비스킷과 비스킷을 찍어먹는 용도의 초콜릿, 딸기, 바닐라 등 다양한 맛의 프로스팅 등 두 종류의 내용물이 들어있다.

## 비슷한 과자
- 초코픽
- Nutella & Go